# Concurs de castells de Valls 1941
El concurs de castells de Valls tingué lloc el 26 d'octubre de 1941 al Camp del Casinet de Valls, en el marc de la festa major de Santa Úrsula. Fou el sisè concurs de castells de la història i el primer i únic fet a Valls. Hi participaren tres colles: els Nens del Vendrell, la Colla dels Xiquets de Valls i els Xiquets de Tarragona, liderades per en Jan Julivert, en Ramon Barrufet, el Blanco, i l'Esteve Pomerol respectivament. Les tres colles, aleshores úniques existents, foren resultat de la unificació forçada pel règim franquista de les colles castelleres del Valls, el Vendrell i Tarragona.

## Concurs
La Colla dels Xiquets de Valls i els Nens del Vendrell empataren a 900 punts, gràcies a una maniobra del cap de colla vallenc, que va fer suspendre el concurs quan els vendrellencs anaven a provar un nou castell. Així, els de Valls descarregaren el 5 de 7 i el 3 de 7 aixecat per sota, mentre que els vendrellencs carregaren el 5 de 7 i el 2 de 7. Per la seva banda, els Xiquets de Tarragona descarregaren el 3 de 7 i ocuparen la tercera i última posició.
Per primera vegada a la història dels concursos, una colla no vallenca encapçalà, tot i que ex aequo, la classificació d'un concurs de castells.

## Resultats

### Classificació
| Resultat              |
| --------------------- |
| Descarregat (D)       |
| Carregat (C)          |
| Intent (I)            |
| Intent desmuntat (ID) |

En el concurs de castells de Valls de 1941 hi van participar 3 colles.
Llegendaps: aixecat per sota
| Pos. | Colla                                   | 1a ronda     | 2a ronda         | 3a ronda | Punts |
| ---- | --------------------------------------- | ------------ | ---------------- | -------- | ----- |
| 1    | Nens del Vendrell                       | 2de7(c)      | 5de7(c)          | —        | 900   |
| 1    | Colla dels Xiquets de Valls (unificada) | 5de7(i) 5de7 | 3de7ps(i) 3de7ps | 2de7(i)  | 900   |
| 3    | Xiquets de Tarragona                    | 3de7         | —                | —        | 200   |

### Estadística
En el concurs de castells de Valls de 1941 es van fer vuit intents de castells i es van provar quatre construccions diferents: el 3 de 7, el 5 de 7, el 3 de 7 aixecat per sota i 2 de 7. De les 8 temptatives que es van fer es van descarregar 3 castells, se'n van carregar dos i tres castells es van quedar en intent. La següent taula mostra l'estadística dels castells que es van provar al concurs de castells. Els següents castells apareixen ordenats, de major a menor dificultat, segons la valoració tradicional que se'ls atribueix a cada un.
| Castell                 | Descarregat | Carregat | Intent | Intent desmuntat | Total |
| ----------------------- | ----------- | -------- | ------ | ---------------- | ----- |
| 2 de 7                  | —           | 1        | 1      | —                | 2     |
| 3 de 7 aixecat per sota | 1           | —        | 1      | —                | 2     |
| 5 de 7                  | 1           | 1        | 1      | —                | 3     |
| 3 de 7                  | 1           | —        | —      | —                | 1     |
| Total                   | 3           | 2        | 3      | 0                | 8     |
| Percentatge             | 37,5%       | 25%      | 37,5%  | 0%               | 100%  |